# ОШ „Доситеј Обрадовић” Бања Лука
ОШ „Доситеј Обрадовић” је најстарија основношколска установа града Бања Луке. Налази се у улици Мирка Ковачевића 27, у насељу Обилићево. Друштво пријатеља књиге „Мали Принц” Тузла им је 25. јануара 2021. доделио награду Насиха Капиџић Хаџић за допринос обележавању рођендана песника и аутора за децу поводом Дана дечије књиге у Босни и Херцеговини 2020. Добитници су плакете и захвалнице за програм „Брига о деци”.
Име је добила по Доситеју Обрадовићу, просветитељу и реформатору револуционарног периода националног буђења и препорода, оснивачу и професору Велике школе, претечи Београдског универзитета, првом попечитељу просвете у Совјету и аутору свечане песме Востани Сербије.

## Историјат
Основана је 1878. године под називом Прва дечачка основна школа, да би већ следеће школске године постала Трећа народна мешовита школа. Године 1936. се преселила у нову школску зграду на десној обали Врбаса у Петом кварту садашње зграде Републичког педагошког завода Републике Српске. Од 1941. до 1945. школа носи назив Трећа пучка основна школа.
Године 1946. мења назив у ОШ „Касим Хаџић”, а 1962. године добија нову школску зграду у којој и данас ради. Године 1993. је преименована у ОШ „Доситеј Обрадовић” чије име и данас носи. Представља најстарију васпитно–образовну установу у граду Бања Луци која свој рад никада није прекидала, ни за време Првог и Другог светског рата, као и рата у Босни и Херцеговини.
Данас школа ради у две смене, у којој је организован и продужени боравак који похађају ученици првог, другог и трећег разреда.

## Догађаји
Догађаји основне школе „Доситеј Обрадовић”:
- Школска слава Свети Сава
- Међународни дан позоришта за децу[5]
- Међународни дан породице[6]
- Међународни дан борбе против мина[7]
- Међународни дан матерњег језика[8]
- Светски дан позоришта[9]
- Европски дан језика[10]
- Дан учитеља[11]
- Дан планете Земље[12]
- Дечија недеља[13]
- Недјеља културе сећања[14]